# Antonio Sivera
Antonio Sivera Salvá (* 11. August 1996 in Xàbia) ist ein spanischer Fußballspieler. Seit 2017 steht der Torwart in der Primera División bei Deportivo Alavés unter Vertrag.

## Karriere

### Verein
Nachdem Sivera diverse Jugendvereine durchlaufen hatte, debütierte er als Profi für Deportivo Alavés am 29. April 2018 im Spiel gegen Atlético Madrid. Im Januar 2020 wurde er für eine halbe Saison an UD Almería ausgeliehen.

### Nationalmannschaft
Für die Nationalmannschaft bestritt er sein Debüt für die spanische U-19 gegen Deutschland am 13. November 2014. Mit der spanischen U-19 wird Sivera im Juli 2015 nach einem 2:0–Sieg gegen die russische U-19 Europameister. Weiterhin bestritt er auch Spiele für die spanische U21.

## Erfolge
Nationalmannschaft
- U19-Europameister: 2015
- U21-Europameister: 2019